# 伊泰廷加
伊泰廷加是巴西塞阿拉州的一个市镇。总面积150.788平方公里，总人口30200人，人口密度200.3人/平方公里。